# George Herbert Mead
George Herbert Mead (27 de febrero de 1863 - 26 de abril de 1931) fue un filósofo y psicólogo y teórico social estadounidense. Es considerado, junto con Charles S. Pierce, William James y John Dewey como uno de los pioneros del pragmatismo en Norteamérica, así como ser de gran influencia para la  psicólogía social y la sociología, se le atribuye ser la principal influencia para el desarrollo de las teorías funcionalistas
Teórico del primer conductismo social, Mead también abogaba por el llamado interaccionismo simbólico en el ámbito de la ciencia de la comunicación, aunque sociólogos como Randall Collins no lo inscriben en la vertiente del interaccionismo simbólico del enfoque o tradición sociológica del microinteraccionismo, sino en la pragmática de esta misma tradición.

## Biografía
Nació en South Hadley, Massachusetts. Cursó estudios en varias universidades de Estados Unidos y Europa e impartió clases en la Universidad de Chicago desde 1894 hasta su muerte. Con influencias de la teoría evolutiva y la naturaleza social de la experiencia y de la conducta, recalcó la emersión del yo y de la mente dentro del orden social y en el marco del simbolismo lingüístico que usan las personas para comunicarse con sus pares (interaccionismo simbólico). A partir de la crítica al conductismo de J. B. Watson denominó su propia corriente como conductismo social. Pensaba que el yo surge por un proceso social en el que el organismo se cohíbe. Esta timidez es el resultado de la interacción del organismo con su ambiente, incluyendo la comunicación con otros organismos. 
El gesto verbal es el mecanismo a través del cual se verifica esta evolución. Pero para él también la mente es un producto social. La mente, o la inteligencia, es un instrumento desarrollado por el individuo para "hacer posible la solución racional de los problemas". Mead hizo por ello hincapié en la aplicación del método científico en la acción y reforma social. 
Durante su vida solo publicó artículos. Sus libros fueron editados póstumamente a partir de manuscritos y de los apuntes de sus alumnos. Sus principales obras son La filosofía del presente (1932), Espíritu, persona y sociedad desde el punto de vista de un conductista social (1934) y La filosofía del acto (1938).

## Obra
Mead escribe en Espíritu, persona y sociedad que el ser humano comienza el entendimiento del mundo social a través del "juego", es decir que los niños van adoptando papeles o roles a medida que van jugando, pero en este hay un limitante, que es que no pueden adoptar al mismo tiempo distintos roles, es decir, que el niño para lograr esto tiene que estar dispuesto a adoptar distintos roles, como lo que ocurre en el deporte, he ahí la diferencia entre ambos. Por ello se dice que el niño toma diferentes roles que observa en la sociedad adulta, y los juega de tal manera que le sean útiles para alcanzar un entendimiento de los diferentes roles sociales. Por ejemplo, juega el rol de policía y después el de ladrón mientras juega "Policías y Ladrones", y juega el rol de doctor y de paciente cuando juega al "Doctor". Cuando están más maduros, el niño puede participar en el juego, como el béisbol. En el juego él se tiene que relacionar con otros y entender las reglas del juego. A través de su participación en el juego, gana un entendimiento que él debe tener sobre las normas relacionadas con él en el juego para que pueda ser aceptado como jugador. Mead llama esto la primera vez con "el Otro generalizado" que es algo así como la sociedad, en la que se toman actitudes de los otros y se incorporan en el individuo. "El Otro generalizado" puede ser visto como la norma general en un grupo social o situación. De esta manera el individuo entiende qué tipo de comportamiento es esperado, apropiado y demás, en diferentes situaciones sociales. La familia, el equipo de baloncesto, el colegio y la sociedad son ejemplos de situaciones sociales a través del cual el niño desarrolla gradualmente entendimiento de las normas de comportamiento. 
Para Mead es importante diferenciar a la persona del organismo, por cuanto el organismo no necesariamente es persona, pero la persona es totalmente distinguible desde el organismo, por cuanto la persona surge en el proceso de la experiencia y actividades sociales, mediante el lenguaje. Por ello, la importancia del "otro generalizado", ya que es por medio de la adaptación de actitudes que se constituye el "mi", que reacciona como un "yo". El "Mí" es la acumulación de entendimiento sobre " el otro generalizado", ejemplo: las normas, opiniones inconscientes, patrones de la respuesta social, etc. El "Yo" se trata de opiniones personales, del observador o reflector, del conflicto social - esto es lo que crea la individualidad del individuo.
Mead usa los términos "I" y "me". El "I" (yo) es el principio de creatividad y espontaneidad y aúna toda la dotación de instintos del ser humano. El "me" como instancia valorativa para estructurar los impulsos espontáneos se refiere a la internalización en mí de las expectativas que un otro tiene de mí. Al tratar la sociedad de interacciones cada vez más complejas en las que el otro se multiplica en muchos (llegando a representarse como un "otro generalizado"), de la síntesis de los diversos "me"s emerge el "self", es decir la identidad del yo.
Es importante que cuando se lee a Mead recordar que él ve la mente humana como algo que puede surgir solamente de la experiencia social. El proceso de pensamiento, para Mead, es importante, ya que se trata de una preparación para la acción social.